# Komisja Trójstronna
Komisja Trójstronna (ang. Trilateral Commission) – prywatna, pozarządowa organizacja założona w 1973 z inicjatywy Davida Rockefellera w oparciu o analizy Zbigniewa Brzezińskiego przez 325 prywatnych osób z Europy, Japonii i Ameryki Północnej, w celu promowania bliższej współpracy między tymi rejonami.

## Teorie dotyczące organizacji
W opinii byłego republikańskiego kandydata na urząd prezydenta USA, senatora Barry’ego Goldwatera (wypowiedź z 1980 roku):

Komisja Trójstronna jest międzynarodowa i jest przeznaczona, by być środkiem dla multinarodowej konsolidacji interesów bankowych/handlowych. Procesy te mają być uskuteczniane poprzez przejęcie kontroli nad polityką rządu Stanów Zjednoczonych

Goldwater w swej książce dodał również:

Moim zdaniem, Komisja Trójstronna jest umiejętnym skoordynowaniem wysiłków na rzecz przejęcia kontroli konsolidowania czterech centrów władzy: monetarnej, intelektualnej, kościelnej i politycznej. Konsolidacja ta (pod postacią Komisji) ma być sporządzona by bardziej cicho, bardziej wydajnie działać dla tworzenia społeczności światowej. To co naprawdę zamierzają członkowie KT, to stworzenie na świecie przewagi politycznej osób zaangażowanych w ów projekt. Komisja jest wysiłkiem mającym zbudować przewagę nadrzędną wobec narodowych centrów władzy politycznej. (Ideolodzy KT) uważają, że obfity materializm który proponują stworzyć, pokona istniejące różnice (w polityce światowej). Jako zarządcy i twórcy systemu, będą rządzić przyszłością poprzez utworzenie światowej władzy ekonomicznej

Organizacja była wielokrotnie krytykowana przez politycznych aktywistów i naukowców z dziedziny politologii przez promowanie globalnego konsensusu wśród międzynarodowych klas rządzących w celu zarządzania sprawami międzynarodowymi w interesie elit finansowych i przemysłowych w ramach spotkań Komisji.
Wiele nazwisk osób działających w Komisji Trójstronnej powtarza uczestniczy także w Grupie Bilderberg.

## Niektórzy byli i obecni członkowie Komisji[8][9]
Niektórzy członkowie Komisji Trójstronnej (stan na 2022):
- David Rockefeller – założyciel i honorowy członek (były członek)
- John Rockefeller IV – syn Davida Rockefellera
- Henry Kissinger (były członek)
- Jimmy Carter (były członek)
- Dick Cheney (były członek)
- Bill Clinton (były członek)
- Thomas Foley (były członek)
- Bill Graham (były członek)
- Dianne Feinstein (były członek)
- Jean-Claude Trichet
- Carl Bildt
- Luc Frieden
- Vittorio Grilli
- Toomas Hendrik Ilves

## Byli i obecni obywatele Polski w Komisji
- Marek Belka – były prezes NBP[7]
- Andrzej Olechowski – współzałożyciel Platformy Obywatelskiej, były minister spraw zagranicznych i były minister finansów[7]
- Sylwia Gregorczyk-Abram – polska adwokatka[7]
- Jerzy Koźmiński – były Ambasador RP w Stanach Zjednoczonych [7]
- Katarzyna Kieli – prezes i dyrektor zarządzająca Warner Bros Discovery Poland oraz dyrektor generalna (później prezes) TVN[7]
- Arkadiusz Muś – prezes Press Glass[7]
- Sławomir S. Sikora – były prezes Banku Handlowego[7]
- Jacek Szwajcowski – prezes spółki Pelion[7]
- Zbigniew Brzeziński – współzałożyciel Komisji Trójstronnej (były członek)
- Jerzy Baczyński – redaktor naczelny tygodnika „Polityka” (były członek)
- Jerzy Koźmiński – wiceprzewodniczący Rady Polskiego Instytutu Spraw Międzynarodowych (były członek)
- Janusz Palikot (były członek)[10]
- Wanda Rapaczyńska (od 2002)[11] – współwłaścicielka spółki wydawniczej Agora (były członek)
- Zbigniew Wróbel – prezes PKN Orlen (były członek)[10]
- Tomasz Sielicki – wiceprezes Sygnity, prezes Polskiego Związku Szachowego (były członek)
- Sławomir Sikora – prezes Zarządu CitiBank Handlowy (były członek)
- Jerzy Sito – poeta, tłumacz (były członek)[10]
- o. Maciej Zięba OP (były członek)[10]